# Elecciones estatales de Zacatecas de 1988
Las elecciones estatales de Zacatecas se llevó a cabo el domingo 7 de agosto de 1988, simultáneamente con las elecciones federales y en ellas se renovaron los siguientes cargos de elección popular en el estado mexicano de Zacatecas:
- 57 Ayuntamientos. Formados por un Presidente Municipal y Regidores, electo para un período de tres años no reelegibles de manera consecutiva.[1]

## Resultados Elecciones

#### Municipio de Zacatecas
- Jesús Manuel Díaz Casas  Hecho

#### Municipio de Fresnillo
- Adolfo Yáñez Rodríguez  Hecho

#### Municipio de Concepción del Oro
- Oscar Pardo Limón  Hecho